# Nerax
Nerax is een vliegengeslacht uit de familie van de roofvliegen (Asilidae).

## Soorten
- N. abdominalis (Wiedemann, 1821)
- N. aestuans (Linnaeus, 1763)
- N. affinis (Bellardi, 1861)
- N. amazonicus (Bromley, 1934)
- N. antiphon (Walker, 1849)
- N. apicalis (Wiedemann, 1821)
- N. auribarbis (Wiedemann, 1821)
- N. aurimystaceus (Hine, 1919)
- N. badiapex (Bromley, 1928)
- N. bardyllis (Walker, 1849)
- N. beameri (Wilcox, 1966)
- N. belfragei (Hine, 1919)
- N. bilineatus (Wulp, 1882)
- N. brunnescens (Bromley, 1929)
- N. camposianus (Curran, 1931)
- N. caudex (Walker, 1849)
- N. cazieri (Curran, 1953)
- N. cockerellorum (James, 1953)
- N. commiles (Walker, 1851)
- N. cubensis (Bromley, 1929)
- N. eurylabis (Wiedemann, 1828)
- N. femoratus (Macquart, 1838)
- N. flavofasciatus (Wiedemann, 1828)
- N. forbesi (Curran, 1931)
- N. fortis (Walker, 1855)
- N. fulvibarbis (Macquart, 1848)
- N. fuscanipennis (Macquart, 1850)
- N. fuscus (Wiedemann, 1828)
- N. gossei (Farr, 1965)
- N. haloesus (Walker, 1849)
- N. hubbelli (James, 1953)
- N. imbuda (Curran, 1934)
- N. kansensis (Hine, 1919)
- N. kondratieffi (Bullington & Lavigne, 1984)
- N. labidophorus (Wiedemann, 1828)

- N. lades (Walker, 1849)
- N. lascivus (Wiedemann, 1828)
- N. loewi (Bellardi, 1862)
- N. macrolabis (Wiedemann, 1828)
- N. medianus (Wiedemann, 1828)
- N. mexicanus (Hine, 1919)
- N. nigrimystaceus (Macquart, 1847)
- N. nigrinus (Wiedemann, 1821)
- N. nigripes (Macquart, 1850)
- N. nigritarsis (Hine, 1919)
- N. obscurus (Macquart, 1838)
- N. pachychaeta (Bromley, 1928)
- N. parvus (Walker, 1855)
- N. pictipennis (Schiner, 1868)
- N. pilosulus (Bromley, 1929)
- N. poecilolamprus (James, 1953)
- N. portoricensis (Hine, 1919)
- N. pyrrhogonus (Wiedemann, 1828)
- N. rufipes (Macquart, 1838)
- N. rufithorax (Macquart, 1846)
- N. rufitibia (Macquart, 1848)
- N. slossonae (Hine, 1919)
- N. stigmosus (Carrera & Andretta, 1950)
- N. stylatus (Fabricius, 1775)
- N. subchalybeus (Bromley, 1928)
- N. tabescens (Banks in Hine, 1919)
- N. titan (Bromley, 1934)
- N. tortola (Curran, 1928)
- N. vauriei (Curran, 1953)
- N. velox (Wiedemann, 1828)